# Joan Retòric
Joan Retor (Joannes Rhetor, (Ἰωάννης Ῥήτωρ) fou un historiador del primer període romà d'Orient, esmentat sovint per Evagri d'Epifania. Probablement vivia a Antioquia i potser n'era nadiu, per les detallades referències que dona d'aquesta ciutat. La seva història, que no es conserva, anava del regnat de Teodosi II fins al terratrèmol del 526 que va destruir en gran part la ciutat. Pels fets que descrius va viure al segle vi, però probablement fins bastant més tard que el 526. De vegades se l'ha confós amb Joan d'Epifania, citat també per Evagri d'Epifania.